# Urubambamierpitta
De urubambamierpitta (Grallaria occabambae) is een zangvogel uit de familie Grallariidae (mierpitta's). De vogel werd in 1923 als ondersoort Oropezus rufula occabambae van de muiscamierpitta (G. rufula) beschreven door Frank Chapman, maar staat sinds 2021 als aparte soort op de IOC World Bird List.

## Verspreiding en leefgebied
De soort komt voor in Midden-Peru in de regio's Junín en Cusco.